# Like Minds (2006)
Like Minds is een Brits-Australische psychologische thriller uit 2006. Regisseur Gregory J. Read schreef zelf het verhaal van de film. Het was diens eerste avondvullende film als regisseur.

## Verhaal
Nadat de extreem intelligente student Nigel Colbie (Tom Sturridge) met een geweerschot om het leven is gekomen, pakt politieagent McKenzie (Richard Roxburgh) de briljante medestudent Alex Forbes (Eddie Redmayne) op als verdachte. McKenzie is er vast van overtuigd dat hij de dader te pakken heeft, maar heeft geen enkel bewijs. Hij vraagt psychologe Sally Rowe (Toni Collette) met de jongen te gaan praten om meer te weten te komen.
Vanaf dat moment vertelt de film middels flashbacks Alex' kant van het verhaal. Dat begint wanneer Alex tegen zijn zin Nigel opgedrongen krijgt als kamergenoot op de campus van zijn school, waar Alex' vader aan het hoofd staat. Aangezien Alex' moeder jaren geleden is overleden, is de campus zijn enige thuis. Hij zit er daarom helemaal niet op te wachten zijn woonruimte met iemand te delen, al helemaal niet met iemand die zich daarin blijkt bezig te houden met het opzetten van dieren.
Voor Alex is het daarom een geluk bij een ongeluk dat er een kamer vrijkomt wanneer zijn vriend Josh (Jon Overton) omkomt, doordat hij uit de trein valt wanneer Alex Nigel bang wil maken in een deuropening daarvan. Nigel verhuist. De twee jongens lijken echter een connectie te hebben die teruggaat tot de 12e-eeuwse Katharen en het daaruitvloeiende geheime genootschap waar allebei hun vaders lid van zijn. Nigel introduceert zijn wereld aan Alex, die hij steevast Jack noemt (naar de Engelse benaming voor een 'boer' in een kaartspel). De ernst van alles wordt duidelijk wanneer hun klasgenote Susan Mueller (Kate Maberly) vermoord wordt teruggevonden en Alex het bebloede mes waarmee ze gedood werd op zijn kamer aantreft.